# Coleophora obducta
Coleophora obducta é uma espécie de mariposa do gênero Coleophora pertencente à família Coleophoridae.